# Петраковский сельсовет (Московская область)
Петраковский сельсовет — упразднённая административно-территориальная единица, существовавшая на территории Московской губернии и Московской области до 1939 года.
Петраковский сельсовет был образован в первые годы советской власти. По данным 1918 года он входил в состав Дмитровской волости Дмитровского уезда Московской губернии.
В 1923 году к Петраковскому с/с был присоединён Оревский с/с.
По данным 1926 года в состав сельсовета входили деревни Петраково и Орево, а также Екатерининская лесная сторожка и хутор Оревский.
В 1929 году Петраковский с/с был отнесён к Дмитровскому району Московского округа Московской области.
27 февраля 1935 года Петраковский с/с был передан в Коммунистический район.
4 января 1939 года Петраковский с/с был возвращён в Дмитровский район.
17 июля 1939 Петраковский с/с был упразднён. При этом его территория (селения Петраково и Орево) была передана Дядьковскому с/с.